# 我們不結婚，好嗎
《我們不結婚，好嗎》為出版於2000年的臺灣網路小說，作者是臺灣網路作家藤井樹。與其他網路小說一般，該書先於網路BBS上陸續發表，且獲得極高支持。雖然內文發展並不離奇，但因為內容頗為真實，成為暢銷小說。甫出書時，並以每個月銷售2萬本的速度，長居臺灣書籍暢銷榜前數名。

## 內容簡介
書中男主角林翰聰（阿聰），因就讀高中時在外賃居（書中所述房東為其乾堂嬸），而結識了女主角趙馨慧（小慧），故事以女主角小慧的口吻敘述。
阿聰與小慧兩人經常鬥嘴，小慧對於阿聰理直氣壯的態度感到十分厭煩與生氣，因此兩人見面時幾乎是以叫喊的方式對話。而後小慧的母親因事出國，委由阿聰代為料理小慧與其弟弟趙家偉的生活和早點，在這母親出國的11天裡，小慧每日都得吃著眼中釘阿聰親手做的早點，處處留露出高中女孩的可愛心理。但兩人的關係依舊。
不久後，小慧的爺爺病逝，一家人沉浸於悲傷裡。在醫院外巧見阿聰，阿聰的手裡拿著一張畫像而那是第一次看見，平常總是理直氣壯的他，流下了眼淚。這一次，平時的理直氣壯，如今卻都成了滿滿的柔情與體貼。這一次之後，小慧與阿聰的相處終於有所好轉，不再總是惡言相向。
在小慧生日的那一天，阿聰約了小慧相見，終於吐露心聲，相思之火終於開始燃燒彼此。
而後兩人進了大學，分隔兩地。兩人都有各自的生活，小慧的身旁也出現了追求者——阿明學長。阿明學長對待小慧溫柔體貼，不斷追求，總是在小慧挫折痛苦時適時出現，某次阿聰撞見小慧與阿明學長出遊歸來，此時的小慧更是有苦難言。究竟阿聰與小慧是否能突破重圍，最後在一起呢？
書中字句流露出男主角阿聰的耐心與等待，十分感人，也一再透露女主角的心理故事，十分可愛，也處處散發了愛情中的苦澀與甜蜜，彷彿讀者的心完全被作者帶走了一般。
「我們不結婚，好嗎」作者以否定疑問的方式，表達了對愛人的體貼和終生相守的心情。並非真的不想要結婚，而是答覆「不好」的所產生的心理壓力相對較小，可見作者為此書命名的巧思。